# Bố Chính
Bố Chính (chữ Hán: 布政, tiếng Chăm: Po t'ling) là tên một địa danh cổ trong lịch sử Việt Nam gồm các huyện Quảng Trạch, Tuyên Hóa, Bố Trạch, và thị xã Ba Đồn thuộc tỉnh Quảng Bình ngày nay.

## Lịch sử
Bố Chính trước là một châu của Chiêm Thành, năm 1069 sau trận chiến với Đại Việt, vua Chăm là Chế Củ bị Lý Thánh Tông bắt đem về Thăng Long. Để được tha về nước, vua Chế Củ đã dâng 3 châu phía bắc Chăm Pa cho Đại Việt và Bố Chính là một trong số 3 châu đó. Đến thời nhà Lê chia làm hai châu là Bắc Bố Chính và Nam Bố Chính, lấy sông Gianh làm ranh giới hai châu.